# 涅敦派
涅敦派（國際音標：[ŋ̊ɛʔtwɪ̀ɰ̃ nḭkàja̰])，正式名称为四阶大念处部，缅甸上座部佛教派别，主要位于曼德勒。它由涅敦寺方丈于19世纪中叶创建，根据1990年《僧伽组织法》，是该国9个合法认可的佛教派别之一。涅敦派是一个非常正统的教派，对缅甸的佛教仪式采取简约而朴素的态度，不承认任何与佛教教义不一致的仪式，包括对缅甸传统神灵的崇拜。例如，该教派的成员不崇拜或敬奉佛像，而是遵循和学习佛陀的教理。

## 统计
根据缅甸国家僧伽委员会2016年发布的统计数据，该派别共有僧侣1,445名，占全国僧侣总数的0.27%，是受法律认可的第四小僧团。就地理分布而言，涅敦派僧侣主要分布在仰光省（31.90%），其次是曼德勒省（24.57%）和伊洛瓦底省（17.92%）。